# Diaphus effulgens
Diaphus effulgens är en fiskart som först beskrevs av Goode och Bean, 1896.  Diaphus effulgens ingår i släktet Diaphus och familjen prickfiskar. Inga underarter finns listade i Catalogue of Life.